# کایلی بایونز
کایلی الیزابت بایونز (انگلیسی: Kylie Elizabeth Bivens؛ زادهٔ ۲۴ اکتبر ۱۹۷۸) یک بازیکن فوتبال اهل ایالات متحده آمریکا است.
وی همچنین در تیم ملی فوتبال زنان ایالات متحده آمریکا بازی کرده‌است.